# Solo: A Star Wars Story
Solo: A Star Wars Story ou simplesmente Solo (Brasil: Han Solo: Uma História Star Wars; Portugal/PALOP: Han Solo: Uma História de Star Wars) é um space western estadunidense de 2018, centrada em Han Solo, personagem da saga Star Wars, produzido pela Lucasfilm Ltd. e distribuído pela Walt Disney Studios Motion Pictures, sendo o segundo título na série de antologias do universo Star Wars após Rogue One: A Star Wars Story, de 2016. Dirigido por Ron Howard e escrito por Lawrence Kasdan e Jon Kasdan, é estrelado por Alden Ehrenreich como Solo, ao lado de Woody Harrelson, Emilia Clarke, Donald Glover, Thandie Newton, Phoebe Waller-Ponte e Joonas Suotamo. O filme se passa dez anos antes dos acontecimentos em Star Wars e explora as primeiras aventuras de Han Solo e Chewbacca, incluindo o personagem Lando Calrissian.
Com o título de produção Star Wars: Red Cup, as filmagens ocorreram entre janeiro e outubro de 2017, com a filmagem principal iniciada em 20 de fevereiro sob a direção de Phil Lord e Christopher Miller no Pinewood Studios. Em 20 de junho de 2017, após quatro meses e meio de filmagens e faltando poucas semanas para o término, a dupla foi demitida pela Lucasfilm por conta de "diferenças criativas". Foi relatado que Lord e Miller estavam saindo do roteiro escrito por Lawrence Kasdan, co-roteirista de O Império Contra-Ataca, Return of the Jedi e O Despertar da Força, direcionando uma space opera para uma produção de comédia, estilo que foi contestado pela produtora Kathleen Kennedy, presidente da Lucasfilm e gerente de marca da franquia Star Wars. Lord e Miller acreditavam que haviam sido contratados para fazer um filme de comédia, enquanto o estúdio contratara ambos apenas para adicionar "um toque cômico". A Lucasfilm também sentiu que os diretores estavam encorajando a improvisação dos atores, o que se acreditava estar "mudando o foco da história" do texto de Kasdan. Os problemas nos bastidores da produção se agravaram um mês antes da demissão. Insatisfeita com o desempenho de Alden Ehrenreich, a Lucasfilm contratou um treinador de atuação, a roteirista e diretora Maggie Kiley. Segundo Ehrenreich, a contratação de Kiley não era na proporção relatada pela imprensa, alegando que "ela fez parte de conversas que aconteceram por algumas semanas... Basicamente isso". Além do fator envolvendo a estrela principal do título, o editor Chris Dickens foi substituído por Pietro Scalia, evidenciando os conflitos entre Kennedy e Kasdan com Phil Lord e Christopher Miller. Ron Howard foi anunciado como o novo diretor de Solo dois dias após o anúncio do desligamento de Lord e Miller. Howard acabou assumindo três semanas e meia restantes de filmagens programadas e mais cinco semanas de refilmagens, fato que elevou substancialmente os custos de produção.
A pré-estreia de Solo: A Star Wars Story ocorreu no dia 10 de maio de 2018 em Los Angeles, além de uma exibição em 15 de maio no Festival de Cannes. Foi lançado no Brasil e em Portugal no dia 24 de maio de 2018, em. Estreou em Angola e Moçambique no dia 25 de maio de 2018, e a 29 de junho do mesmo ano em Cabo Verde. Estreou nos Estados Unidos em 25 de maio de 2018 nos formatos convencional, 3D, RealD 3D e IMAX 3D. Recebeu críticas geralmente favoráveis, destacando-se as performances do elenco, em especial Ehrenreich e Glover, os efeitos visuais e as sequências de ação, enquanto o primeiro ato foi recebido de forma negativa por sua lentidão. O consenso é que o filme "não acrescenta nenhuma surpresa ou novidade ao universo Star Wars", mas que "Solo não é o desastre que sua história de produção pode sugerir". O personagem de Ehrenreich também é descrito como "irresistível e carismático", destacando que o ator fez um ótimo Han Solo, mas não podendo ser confundido com Harrison Ford. Com um orçamento estimado em US$ 275 milhões, foi, na época, o sexto filme mais caro da história do cinema após Pirates of the Caribbean: On Stranger Tides, Avengers: Age of Ultron, Avengers: Infinity War, Pirates of the Caribbean: At World's End e Justice League, sendo o mais caro da franquia já produzido, superando os US$ 258,6 milhões de Star Wars: O Despertar da Força, de 2015. Arrecadou mais de US$ 392 milhões mundialmente, muito abaixo do esperado. Acabou ainda sendo apenas a sexta maior arrecadação de 2018 no mercado doméstico (Estados Unidos e Canadá), faturando US$ 213,8 milhões, se tornando a mais baixa bilheteria para um filme da saga Star Wars. Considerado um fracasso de bilheteria, Solo gerou perdas estimadas entre US$ 60 e US$ 90 milhões de dólares para a Disney.

## Enredo
O filme começa mostrando Han (Alden Ehrenreich) como um jovem em Corellia, um planeta onde crianças órfãs são obrigadas a roubar para sobreviver. Han vive como um ladrão de rua e trabalha para uma gangue criminosa. Ele tem o sonho de se tornar um piloto e escapar de Corellia com a ajuda de sua namorada, Qi'ra (Emilia Clarke). Han e Qi'ra fazem uma fuga de uma gangue local. Eles subornam um oficial imperial com coaxium roubado (um poderoso combustível hiperespacial) para a passagem em um transporte de saída, mas Qi'ra é apreendida antes que ela possa embarcar. Han promete voltar para ela e se junta à Marinha Imperial como um cadete de vôo. Quando o oficial de recrutamento pede seu sobrenome, Han diz que está sozinho sem família, então o recrutador lhe dá o sobrenome "Solo".
Três anos depois, Han foi expulso da Imperial Flight Academy por insubordinação e está servindo como soldado de infantaria em Mimban. Ele encontra um grupo de criminosos posando como soldados imperiais liderados por Tobias Beckett (Woody Harrelson). Han tenta chantageá-los para levá-lo com eles, mas Beckett o prende por deserção e é jogado em um buraco para ser alimentado com um Wookiee - uma espécie de criatura peluda inteligente e altamente habilidosa - chamado Chewbacca. Capaz de entender a linguagem de Chewbacca, Han o convence a cooperar para escapar. Beckett, ciente da utilidade da força de um Wookiee, os resgata e os alista na gangue para roubar um carregamento de coaxium, um combustível raro e instável, em Vandor -1. O plano dá errado quando os Cloud Riders, liderados por Enfys Nest chegam, resultando na morte de dois membros da tripulação, incluindo a esposa de Beckett e a destruição do coaxium.
Beckett revela que ele foi condenado a roubar o carregamento de Dryden Vos, um chefe do crime de alto escalão do sindicato Crimson Dawn. Han e Chewbacca são voluntários para ajudá-lo a roubar outra remessa para pagar a dívida. Eles viajam para o iate de Vos onde Han reencontra Qi'ra, que está trabalhando para Crimson Dawn, e é o principal tenente de Dryden Vos (Paul Bettany). Han sugere um plano arriscado para roubar o coaxium não refinado das minas de Kessel; Vos aprova, mas insiste que Qi'ra acompanhe a equipe. Ela os leva até Lando Calrissian, um contrabandista e piloto talentoso que ela espera que lhes empreste seu navio. Han desafia Lando para um jogo de sabacc, com a aposta sendo a nave de Lando. Lando trava para ganhar, mas concorda em se juntar à missão em troca de uma parte dos lucros.
Depois de alcançar Kessel no Millennium Falcon e se infiltrar na mina, o co-piloto de Lroid de Lando L3-37 instiga uma revolta de escravos. Na confusão, eles roubam o coaxium, mas L3 é severamente danificado e Lando é ferido durante a fuga. Com a ajuda do computador de navegação da L3, ligado nos sistemas da nave, Han pilota a nave pela perigosa e desconhecida Kessel Run para escapar de um bloqueio imperial. O Falcon, gravemente danificado, pousa no planeta Savareen para processar o coaxium.
Durante um confronto com Enfys, que acompanhou a equipe de Vandor, Lando foge no Falcon. Enfys explica a Han que ela e sua equipe não são piratas, mas rebeldes tentando impedir que os sindicatos e o Império ganhem poder. Han se torna simpático à causa deles e tenta enganar Vos, mas Beckett já o alertou para a dupla cruz. Vos envia seus guardas para matar Enfys, mas os Cloud Riders os dominam, deixando Vos indefeso. Tendo antecipado a estratégia de Vos, Han tenta pegar o coaxium, apenas para Beckett trair Vos, fugir com ele e tomar Chewbacca como refém. Qi'ra mata Vos e envia Han depois de Beckett. Ela entra em contato com o superior de Vos, o ex-Sith Maul, para informá-lo do fracasso da missão e reivindicar a posição de Vos. Ela culpa o fracasso de Beckett, nunca mencionando Han. Maul ordena que Qi'ra se encontre com ele em Dathomir.
Han alcança Beckett e confronta-o, atirando em Beckett antes que ele possa retornar o fogo. Com suas últimas palavras, Beckett diz a Han que ele fez uma escolha inteligente. Qi'ra sai no iate de Vos, enquanto Han e Chewbacca entregam o coaxium para Enfys, que oferece a Han a chance de se juntar à rebelião contra o Império; quando ele declina, ela lhe dá um frasco de coaxium, o suficiente para comprar uma nave própria. Han e Chewbacca localizam Lando e desafiam-no para uma revanche no sabacc, mais uma vez apostando no Falcon. Han vence, tendo roubado o cartão que Lando mantinha na manga para trapacear, e ele e Chewbacca partem para Tatooine, onde um senhor do crime está montando um emprego.

## Enquadramento no universoStar Wars
| Filmes e séries | Filmes e séries                     | Calendário ficcional (em anos) | Calendário ficcional (em anos) | Calendário ficcional (em anos) | Calendário ficcional (em anos) | Calendário ficcional (em anos) | Calendário ficcional (em anos) | Calendário ficcional (em anos) | Calendário ficcional (em anos) | Calendário ficcional (em anos) | Calendário ficcional (em anos) | Calendário ficcional (em anos) | Calendário ficcional (em anos) | Calendário ficcional (em anos) | Calendário ficcional (em anos) | Calendário ficcional (em anos) | Calendário ficcional (em anos) | Calendário ficcional (em anos) | Calendário ficcional (em anos) | Calendário ficcional (em anos) | Calendário ficcional (em anos) | Calendário ficcional (em anos) | Calendário ficcional (em anos) | Calendário ficcional (em anos) | Calendário ficcional (em anos) | Calendário ficcional (em anos) | Calendário ficcional (em anos) | Calendário ficcional (em anos) | Calendário ficcional (em anos) | Calendário ficcional (em anos) | Calendário ficcional (em anos) | Calendário ficcional (em anos) | Calendário ficcional (em anos) | Calendário ficcional (em anos) | Calendário ficcional (em anos) | Calendário ficcional (em anos) | Calendário ficcional (em anos) | Calendário ficcional (em anos) | Calendário ficcional (em anos) | Calendário ficcional (em anos) | Calendário ficcional (em anos) | Calendário ficcional (em anos) | Calendário ficcional (em anos) | Calendário ficcional (em anos) | Calendário ficcional (em anos) | Calendário ficcional (em anos) | Calendário ficcional (em anos) | Calendário ficcional (em anos) | Calendário ficcional (em anos) | Calendário ficcional (em anos) | Calendário ficcional (em anos) |
| Filmes e séries | Filmes e séries                     | Antes da Batalha de Yavin      | Antes da Batalha de Yavin      | Antes da Batalha de Yavin      | Antes da Batalha de Yavin      | Antes da Batalha de Yavin      | Antes da Batalha de Yavin      | Antes da Batalha de Yavin      | Antes da Batalha de Yavin      | Antes da Batalha de Yavin      | Antes da Batalha de Yavin      | Antes da Batalha de Yavin      | Antes da Batalha de Yavin      | Antes da Batalha de Yavin      | Antes da Batalha de Yavin      | Antes da Batalha de Yavin      | Antes da Batalha de Yavin      | Antes da Batalha de Yavin      | Antes da Batalha de Yavin      | Antes da Batalha de Yavin      | Antes da Batalha de Yavin      | Antes da Batalha de Yavin      | Antes da Batalha de Yavin      | Antes da Batalha de Yavin      | Antes da Batalha de Yavin      | Antes da Batalha de Yavin      | Antes da Batalha de Yavin      | Antes da Batalha de Yavin      | Antes da Batalha de Yavin      | Antes da Batalha de Yavin      | Antes da Batalha de Yavin      | Depois da Batalha de Yavin     | Depois da Batalha de Yavin     | Depois da Batalha de Yavin     | Depois da Batalha de Yavin     | Depois da Batalha de Yavin     | Depois da Batalha de Yavin     | Depois da Batalha de Yavin     | Depois da Batalha de Yavin     | Depois da Batalha de Yavin     | Depois da Batalha de Yavin     | Depois da Batalha de Yavin     | Depois da Batalha de Yavin     | Depois da Batalha de Yavin     | Depois da Batalha de Yavin     | Depois da Batalha de Yavin     | Depois da Batalha de Yavin     | Depois da Batalha de Yavin     | Depois da Batalha de Yavin     | Depois da Batalha de Yavin     | Depois da Batalha de Yavin     |
| Filmes e séries | Filmes e séries                     | 33                             | 32                             | 31                             | 30–24                          | 23                             | 22                             | 21                             | 20                             | 19                             | 18                             | 17                             | 16                             | 15                             | 14                             | 13                             | 12                             | 11                             | 10                             | 9                              | 8                              | 7                              | 6                              | 5                              | 4                              | 3                              | 2                              | 1                              | 0                              | 0                              | 0                              | 0                              | 1                              | 2                              | 3                              | 4                              | 5                              | 6                              | 7                              | 8                              | 9                              | 10                             | 11                             | 12–31                          | 32                             | 33                             | 34                             | 34                             | 35                             | 36-49                          | 50                             |
| --- | ----------------------------------- | ------------------------------ | ------------------------------ | ------------------------------ | ------------------------------ | ------------------------------ | ------------------------------ | ------------------------------ | ------------------------------ | ------------------------------ | ------------------------------ | ------------------------------ | ------------------------------ | ------------------------------ | ------------------------------ | ------------------------------ | ------------------------------ | ------------------------------ | ------------------------------ | ------------------------------ | ------------------------------ | ------------------------------ | ------------------------------ | ------------------------------ | ------------------------------ | ------------------------------ | ------------------------------ | ------------------------------ | ------------------------------ | ------------------------------ | ------------------------------ | ------------------------------ | ------------------------------ | ------------------------------ | ------------------------------ | ------------------------------ | ------------------------------ | ------------------------------ | ------------------------------ | ------------------------------ | ------------------------------ | ------------------------------ | ------------------------------ | ------------------------------ | ------------------------------ | ------------------------------ | ------------------------------ | ------------------------------ | ------------------------------ | ------------------------------ | ------------------------------ |
| A Ameaça Fantasma Ataque dos Clones A Vingança dos Sith |                                     |                                | I                              |                                |                                |                                | II                             |                                |                                | III                            |                                |                                |                                |                                |                                |                                |                                |                                |                                |                                |                                |                                |                                |                                |                                |                                |                                |                                |                                |                                |                                |                                |                                |                                |                                |                                |                                |                                |                                |                                |                                |                                |                                |                                |                                |                                |                                |                                |                                |                                |                                |
| Uma Nova Esperança O Império Contra-Ataca O Regresso de Jedi |                                     |                                |                                |                                | IV                             | IV                             | V                              | VI                             |                                |                                |                                |                                |                                |                                |                                |                                |                                |                                |                                |                                |                                |                                |                                |                                |                                |                                |                                |                                |                                |                                |                                |                                |                                |                                |                                |                                |                                |                                |                                |                                |                                |                                |                                |                                |                                |                                |                                |                                |                                |                                |                                |
| O Despertar da Força Os Últimos Jedi A Ascensão de Skywalker |                                     |                                |                                |                                |                                | VII                            | VIII                           | IX                             |                                |                                |                                |                                |                                |                                |                                |                                |                                |                                |                                |                                |                                |                                |                                |                                |                                |                                |                                |                                |                                |                                |                                |                                |                                |                                |                                |                                |                                |                                |                                |                                |                                |                                |                                |                                |                                |                                |                                |                                |                                |                                |                                |
| Rogue One Solo |                                     | a                              | R1                             |                                |                                |                                |                                |                                |                                |                                |                                |                                |                                |                                |                                |                                |                                |                                |                                |                                |                                |                                |                                |                                |                                |                                |                                |                                |                                |                                |                                |                                |                                |                                |                                |                                |                                |                                |                                |                                |                                |                                |                                |                                |                                |                                |                                |                                |                                |                                |                                |
| Rogue One Solo | a                                   | S                              |                                |                                |                                |                                |                                |                                |                                |                                |                                |                                |                                |                                |                                |                                |                                |                                |                                |                                |                                |                                |                                |                                |                                |                                |                                |                                |                                |                                |                                |                                |                                |                                |                                |                                |                                |                                |                                |                                |                                |                                |                                |                                |                                |                                |                                |                                |                                |                                |                                |
| The Clone Wars (+ Filme) The Bad Batch Obi-Wan Kenobi Rebels Andor Resistance The Mandalorian O Livro de Boba Fett Ahsoka |                                     | Clone Wars                     | Clone Wars                     | Clone Wars                     | Clone Wars                     |                                |                                |                                |                                |                                |                                |                                |                                |                                |                                |                                |                                |                                |                                |                                |                                |                                |                                |                                |                                |                                |                                |                                |                                |                                |                                |                                |                                |                                |                                |                                |                                |                                |                                |                                |                                |                                |                                |                                |                                |                                |                                |                                |                                |                                |                                |
| The Clone Wars (+ Filme) The Bad Batch Obi-Wan Kenobi Rebels Andor Resistance The Mandalorian O Livro de Boba Fett Ahsoka |                                     |                                | BB                             |                                |                                |                                |                                |                                |                                |                                |                                |                                |                                |                                |                                |                                |                                |                                |                                |                                |                                |                                |                                |                                |                                |                                |                                |                                |                                |                                |                                |                                |                                |                                |                                |                                |                                |                                |                                |                                |                                |                                |                                |                                |                                |                                |                                |                                |                                |                                |                                |
| The Clone Wars (+ Filme) The Bad Batch Obi-Wan Kenobi Rebels Andor Resistance The Mandalorian O Livro de Boba Fett Ahsoka |                                     | K                              |                                |                                |                                |                                |                                |                                |                                |                                |                                |                                |                                |                                |                                |                                |                                |                                |                                |                                |                                |                                |                                |                                |                                |                                |                                |                                |                                |                                |                                |                                |                                |                                |                                |                                |                                |                                |                                |                                |                                |                                |                                |                                |                                |                                |                                |                                |                                |                                |                                |
| The Clone Wars (+ Filme) The Bad Batch Obi-Wan Kenobi Rebels Andor Resistance The Mandalorian O Livro de Boba Fett Ahsoka |                                     | Rebels                         | Rebels                         | Rebels                         | Rebels                         | Rebels                         | Rebels                         | b                              |                                |                                |                                |                                |                                |                                |                                |                                |                                |                                |                                |                                |                                |                                |                                |                                |                                |                                |                                |                                |                                |                                |                                |                                |                                |                                |                                |                                |                                |                                |                                |                                |                                |                                |                                |                                |                                |                                |                                |                                |                                |                                |                                |
| The Clone Wars (+ Filme) The Bad Batch Obi-Wan Kenobi Rebels Andor Resistance The Mandalorian O Livro de Boba Fett Ahsoka | Andor                               |                                |                                |                                |                                |                                |                                |                                |                                |                                |                                |                                |                                |                                |                                |                                |                                |                                |                                |                                |                                |                                |                                |                                |                                |                                |                                |                                |                                |                                |                                |                                |                                |                                |                                |                                |                                |                                |                                |                                |                                |                                |                                |                                |                                |                                |                                |                                |                                |                                |                                |
| The Clone Wars (+ Filme) The Bad Batch Obi-Wan Kenobi Rebels Andor Resistance The Mandalorian O Livro de Boba Fett Ahsoka |                                     |                                |                                |                                |                                | Resistance                     |                                |                                |                                |                                |                                |                                |                                |                                |                                |                                |                                |                                |                                |                                |                                |                                |                                |                                |                                |                                |                                |                                |                                |                                |                                |                                |                                |                                |                                |                                |                                |                                |                                |                                |                                |                                |                                |                                |                                |                                |                                |                                |                                |                                |                                |
| The Clone Wars (+ Filme) The Bad Batch Obi-Wan Kenobi Rebels Andor Resistance The Mandalorian O Livro de Boba Fett Ahsoka | M                                   |                                |                                |                                |                                |                                |                                |                                |                                |                                |                                |                                |                                |                                |                                |                                |                                |                                |                                |                                |                                |                                |                                |                                |                                |                                |                                |                                |                                |                                |                                |                                |                                |                                |                                |                                |                                |                                |                                |                                |                                |                                |                                |                                |                                |                                |                                |                                |                                |                                |                                |
| The Clone Wars (+ Filme) The Bad Batch Obi-Wan Kenobi Rebels Andor Resistance The Mandalorian O Livro de Boba Fett Ahsoka | BF                                  |                                |                                |                                |                                |                                |                                |                                |                                |                                |                                |                                |                                |                                |                                |                                |                                |                                |                                |                                |                                |                                |                                |                                |                                |                                |                                |                                |                                |                                |                                |                                |                                |                                |                                |                                |                                |                                |                                |                                |                                |                                |                                |                                |                                |                                |                                |                                |                                |                                |                                |
| The Clone Wars (+ Filme) The Bad Batch Obi-Wan Kenobi Rebels Andor Resistance The Mandalorian O Livro de Boba Fett Ahsoka | A                                   |                                |                                |                                |                                |                                |                                |                                |                                |                                |                                |                                |                                |                                |                                |                                |                                |                                |                                |                                |                                |                                |                                |                                |                                |                                |                                |                                |                                |                                |                                |                                |                                |                                |                                |                                |                                |                                |                                |                                |                                |                                |                                |                                |                                |                                |                                |                                |                                |                                |                                |
| Era | Era                                 | Queda dos Jedi                 | Queda dos Jedi                 | Queda dos Jedi                 | Queda dos Jedi                 | Queda dos Jedi                 | Queda dos Jedi                 | Queda dos Jedi                 | Queda dos Jedi                 | Queda dos Jedi                 | Ascensão do Império            | Ascensão do Império            | Ascensão do Império            | Ascensão do Império            | Ascensão do Império            | Ascensão do Império            | Ascensão do Império            | Ascensão do Império            | Ascensão do Império            | Ascensão do Império            | Ascensão do Império            | Ascensão do Império            | Ascensão do Império            | Era da Rebelião                | Era da Rebelião                | Era da Rebelião                | Era da Rebelião                | Era da Rebelião                | Era da Rebelião                | Era da Rebelião                | Era da Rebelião                | Era da Rebelião                | Era da Rebelião                | Era da Rebelião                | Era da Rebelião                | Era da Rebelião                | Era da Rebelião                | A Nova República               | A Nova República               | A Nova República               | A Nova República               | A Nova República               | A Nova República               | A Nova República               | A Nova República               | Ascensão da Primeira Ordem     | Ascensão da Primeira Ordem     | Ascensão da Primeira Ordem     | Ascensão da Primeira Ordem     |                                | A Nova Ordem Jedi              |
| \| \| Prequela (Episódios I–III) \| \| \| Trilogia Original (Episódios IV–VI) \| \| \| Sequela (Episódios VII–IX) \| \| \| Filmes A Star Wars Story \| \| \| Séries \| a: Prólogo b: Epílogo Os episódios da web série Star Wars: Força do Destino passam-se em alturas diferentes, o que dificulta a sua inserção no cronograma. Também estão excluídos minisséries, contos, bandas desenhadas e livros do cânone oficial do Star-Wars, bem como o parque temático Star Wars: Galaxy’s Edge (entre VIII e IX). A cronologia usa o calendário ficcional do universo Star-Wars em anos antes e depois da Batalha de Yavin. A Batalha de Yavin IV representa o final do Episódio IV, em que Luke Skywalker e os rebeldes destroem a primeira Estrela da Morte. |                                     |                                |                                |                                |                                |                                |                                |                                |                                |                                |                                |                                |                                |                                |                                |                                |                                |                                |                                |                                |                                |                                |                                |                                |                                |                                |                                |                                |                                |                                |                                |                                |                                |                                |                                |                                |                                |                                |                                |                                |                                |                                |                                |                                |                                |                                |                                |                                |                                |                                |                                |
| | Prequela (Episódios I–III)          |                                |                                |                                |                                |                                |                                |                                |                                |                                |                                |                                |                                |                                |                                |                                |                                |                                |                                |                                |                                |                                |                                |                                |                                |                                |                                |                                |                                |                                |                                |                                |                                |                                |                                |                                |                                |                                |                                |                                |                                |                                |                                |                                |                                |                                |                                |                                |                                |                                |                                |
| | Trilogia Original (Episódios IV–VI) |                                |                                |                                |                                |                                |                                |                                |                                |                                |                                |                                |                                |                                |                                |                                |                                |                                |                                |                                |                                |                                |                                |                                |                                |                                |                                |                                |                                |                                |                                |                                |                                |                                |                                |                                |                                |                                |                                |                                |                                |                                |                                |                                |                                |                                |                                |                                |                                |                                |                                |
| | Sequela (Episódios VII–IX)          |                                |                                |                                |                                |                                |                                |                                |                                |                                |                                |                                |                                |                                |                                |                                |                                |                                |                                |                                |                                |                                |                                |                                |                                |                                |                                |                                |                                |                                |                                |                                |                                |                                |                                |                                |                                |                                |                                |                                |                                |                                |                                |                                |                                |                                |                                |                                |                                |                                |                                |
| | Filmes A Star Wars Story            |                                |                                |                                |                                |                                |                                |                                |                                |                                |                                |                                |                                |                                |                                |                                |                                |                                |                                |                                |                                |                                |                                |                                |                                |                                |                                |                                |                                |                                |                                |                                |                                |                                |                                |                                |                                |                                |                                |                                |                                |                                |                                |                                |                                |                                |                                |                                |                                |                                |                                |
| | Séries                              |                                |                                |                                |                                |                                |                                |                                |                                |                                |                                |                                |                                |                                |                                |                                |                                |                                |                                |                                |                                |                                |                                |                                |                                |                                |                                |                                |                                |                                |                                |                                |                                |                                |                                |                                |                                |                                |                                |                                |                                |                                |                                |                                |                                |                                |                                |                                |                                |                                |                                |

## Elenco
- Alden Ehrenreich como Han Solo
- Woody Harrelson como Tobias Beckett
- Emilia Clarke como Qi'Ra[39]
- Donald Glover como Lando Calrissian
- Thandie Newton como Val
- Phoebe Waller-Bridge como L3-37
- Joonas Suotamo como Chewbacca
- Paul Bettany como Dryden Vos

Além disso, Erin Kellyman aparece como Enfys Nest, a líder de uma gangue de piratas chamada Cloud Riders. Jon Favreau dá voz à Rio Durant, um membro alienígena da gangue de Beckett, e Linda Hunt dá voz à Lady Proxima, uma serpente alienígena líder da gangue da qual Solo e Qi'Ra pertenciam na adolescência. Ian Kenny interpreta Rebolt, enquanto Clint Howart interpreta Ralakii. Anthony Daniels, que interpreta C-3PO nos outros filmes da saga, faz um cameo como Tak, um amigo de Chewbacca que foi escravizado; Kiran Shah que havia aparecido em O Despertar da Força e em Os Últimos Jedi, interpreta Karjj; Warwick Davis reprisa seu papel de A Ameaça Fantasma como Weasel. Ray Park reprisa seu papel como Maul, com Sam Witwer fazendo sua voz, Witwer já havia dublado o personagem nas animações The Clone Wars e Star Wars Rebels. O roteirista Jon Kasdan e  o assistente do diretor, Toby Hefferman, apareceriam no filme como Tag Greenley e Bink Otauna, respectivamente, dois personagens que apareceram pela primeira vez em quadrinhos baseados na saga, publicado pela Dark Horse Comics, porém, a cena foi deletada no corte final.
Michael K. Williams tinha interpretado originalmente o personagem Dryden Vos, mas não pôde participar das refilmagens sob o comando Ron Howard, contratado pela Lucasfilm após a demissão da dupla Lord e Christopher Miller. As novas filmagens esbarraram no cronograma da agenda do ator, que estava participando das filmagens do drama biográfico The Red Sea Diving Resort. Williams estaria disponível novamente em novembro de 2017, mas o estúdio queria que o lançamento fosse em maio de 2018 e pretendia adiantar o máximo possível a produção. Paul Bettany foi escalado em seu lugar, onde o personagem foi reformulado a partir da captura de movimento (descrito por Williams como um meio-puma e meio-humano) para uma forma de vida alienígena quase humana com cicatrizes.

## Produção

### Desenvolvimento
Em fevereiro de 2013, o CEO da Disney, Bob Iger, confirmou o desenvolvimento de duas antologias do universo de Star Wars, cada um individualmente escrito por Lawrence Kasdan e Simon Kinberg. Pouco depois, foi relatado que a Disney estava trabalhando em dois filmes com Han Solo e Boba Fett, respectivamente. Jay Rasulo descreveu os filmes como autônomos e histórias de origem. Kathleen Kennedy explicou que essas antologias não irão se relacionar diretamente com os filmes da série principal: "George [Lucas] foi tão claro como isso funciona. O cânone que ele criou foi o Star Wars. Agora, o Episódio VII cai dentro do cânone. Os spin-off's [...] existem dentro de um vasto universo que ele criou. Não há nenhuma tentativa de fazer com que os personagens dessas antologias entrem em contato com a série principal. Do ponto de vista criativo, é uma regra que George fez muito claro". Em abril de 2015, a Lucasfilm e Kennedy anunciaram que os filmes autônomos devem formar a série de Star Wars Antologias.
Em julho de 2015, a Lucasfilm anunciou que uma antologia, concentrando-se "em como o jovem Han Solo se tornou o traficante, ladrão e safado que Luke Skywalker e Obi-Wan Kenobi encontraram pela primeira vez na cantina em Mos Eisley", seria lançado em 25 de Maio de 2018. O projeto seria dirigido por Phil Lord e Christopher Miller a partir de um roteiro escrito por Lawrence Kasdan e Jon Kasdan. Kennedy iria servir como produtora do filme, com Lawrence Kasdan e Jason McGatlin produtores executivos; Allison Shearmur e Simão Emanuel também produziriam. O Han Solo projeto foi separado de um filme que foi originalmente desenvolvido por Josh Trank, que foi adiado para uma data não confirmada. O amigo de Solo, o Wookiee, Chewbacca, também aparecem no filme. Em maio de 2016, Lawrence Kasdan afirmou que as filmagens começariam em janeiro de 2017.
Em 17 de outubro de 2017, o diretor Ron Howard confirmou o fim das filmagens, e anunciou oficialmente que o título seria Solo: A Star Wars Story.
Após as mudanças na produção, o término da filmagem principal e o início das refilmagens, o custo de produção acabou se elevando substancialmente. Com um orçamento estimado em US$ 275 milhões, é o sexto filme mais caro da história do cinema após Pirates of the Caribbean: On Stranger Tides, Avengers: Age of Ultron, Avengers: Infinity War, Pirates of the Caribbean: At World's End e Justice League.

### Trilha sonora
Em julho de 2017, John Powell foi anunciado como o compositor da trilha sonora de Solo: A Star Wars Story. Compositor de longa data dos filmes da franquia Star Wars, John Williams compôs e conduziu o tema Han Solo, "The Adventures of Han", para o filme. Powell intercalou o novo tema composto por Williams em sua trilha sonora, além de incorporar composições de Williams de produções anteriores da saga, incluindo o tema principal de Star Wars e trechos escutados em Uma Nova Esperança, O Império Contra-Ataca e A Ameaça Fantasma.

## Lançamento
A pré-estreia de Solo: A Star Wars Story ocorreu no dia 10 de maio de 2018 em Los Angeles, além de uma exibição em 15 de maio no Festival de Cannes. Foi lançado no Brasil e em Portugal no dia 24 de maio de 2018. Estreou em Angola e Moçambique no dia 25 de maio de 2018, e a 29 de junho do mesmo ano em Cabo Verde. Estreou nos Estados Unidos em 25 de maio de 2018 nos formatos convencional, 3D, RealD 3D e IMAX 3D.

## Recepção

### Bilheteria
Até o dia 20 de setembro de 2018, Solo: A Star Wars Story arrecadou US$ 213,8 milhões nos Estados Unidos e Canadá e US$ 179,2 milhões em outros territórios, totalizando US$ 392,9 milhões.

#### Estados Unidos e Canadá
Solo: A Star Wars Story arrecadou US$ 213,8 milhões nos Estados Unidos e Canadá, sendo a sexta maior arrecadação de 2018 e a menor bilheteria doméstica da série de filmes Star Wars. Com um orçamento estimado em US$ 275 milhões, o filme precisaria arrecadar pelo menos US$ 500 milhões para não dar prejuízo. Com o fraco retorno, a revista Variety afirmou que a Disney "teria um prejuízo de dezenas de milhões" se o projeto não arrecadasse pelo menos US$ 400–450 milhões, enquanto o The Hollywood Reporter estimou que as perdas financeiras para o estúdio poderiam girar em torno de US$ 50–80 milhões.
Muitos analistas em suas resenhas, como para a Deadline, The Atlantic e CNN, interpretaram que a causa dessa queda de bilheteria era devido a uma "fatiga de Star Wars", já que Solo era o quarto filme da série em um período de vinte nove meses, sendo lançado também apenas cinco meses depois de The Last Jedi. A bilheteria do filme registrou uma queda de 65% na sua segunda semana, se comparado com a primeira, angariando US$ 29,3 milhões de dólares, a pior performance de um filme da saga Star Wars desde o lançamento da trilogia original.

#### Exterior
Totalizou US$ 179,2 milhões em outros territórios, sendo a mais baixa bilheteria mundial da franquia na história, enquanto também é o mais caro já produzido até o período do seu lançamento, superando os US$ 258,6 milhões de Star Wars: O Despertar da Força, de 2015. Considerado uma box office bomb, Solo possui perdas estimadas entre US$ 60 e US$ 90 milhões para a Disney.

### Crítica
Recebeu críticas geralmente favoráveis, destacando-se as performances do elenco, em especial Ehrenreich e Glover, os efeitos visuais e as sequências de ação, enquanto o primeiro ato foi recebido de forma negativa por sua lentidão. O consenso é que o filme "não acrescenta nenhuma surpresa ou novidade ao universo Star Wars", mas que "Solo não é o desastre que sua história de produção pode sugerir". O personagem de Ehrenreich também é descrito como "irresistível e carismático", destacando que o ator fez um ótimo Han Solo, mas não podendo ser confundido com Harrison Ford. Possui uma avaliação de 71% no site agregador de críticas Rotten Tomatoes. O consenso da crítica, de acordo com o site, é que o filme "possui falhas, mas oferece uma aventura espacial sólida e divertida; Solo: A Star Wars Story deverá satisfazer novos fãs da saga além dos fãs antigos". No Metacritic, a nota média é 63 (de 100), baseada em 53 críticas, indicando uma "aceitação positiva".